# Živko Topalović
Živko Topalović (srbsko Живко Топаловић), srbski pravnik, politik in urednik, * 1886, † 1972.
Bil je eden od voditeljev Socialistične stranke Jugoslavije in urednik njenega glasila Radničke novine (1922–41). Med drugo svetovno vojno je bil sodelavec Dragoljuba Mihailovića. Leta 1944 je odšel na diplomatsko misijo v Italijo, kjer je zaman poskušal zaveznike pridobiti za četniško gibanje. Po vojni je ostal v tujini in deloval v emigraciji. Bil je nasprotnik jugoslovanskega komunističnega režima.